# Vrteška Reka
Vrteška Reka (makedonska: Вртешка Река) är ett vattendrag i Nordmakedonien.   Det ligger i kommunen Karbinci, i den centrala delen av landet, 80 kilometer öster om huvudstaden Skopje.